# Hawk MM-1
MM-1 — ручной гранатомёт.
Разработан в конце 1970-х годов в США компанией Hawk Engineering.
Гранатомёт имеет револьверную схему, при этом длина каморы барабана не позволяет заряжать гранаты длиной свыше 101 мм.
Состоит на вооружении сил специальных операций США и ряда других стран.